# Blancois
Le Blancois ou Pays Blancois est une région naturelle de France, située dans le département de l'Indre, en région Centre-Val de Loire.

## Géographie

### Géologie et relief
Le pays Blancois est un plateau calcaire (jurassique) sec soumis a une importante érosion karstique, il prend localement l’apparence d'un causse à genévriers.
Les rivières Creuse et Anglin ont profondément entaillé ce plateau, leurs cours sinueux dégageant quelques hautes falaises.

Rocher de la Dube
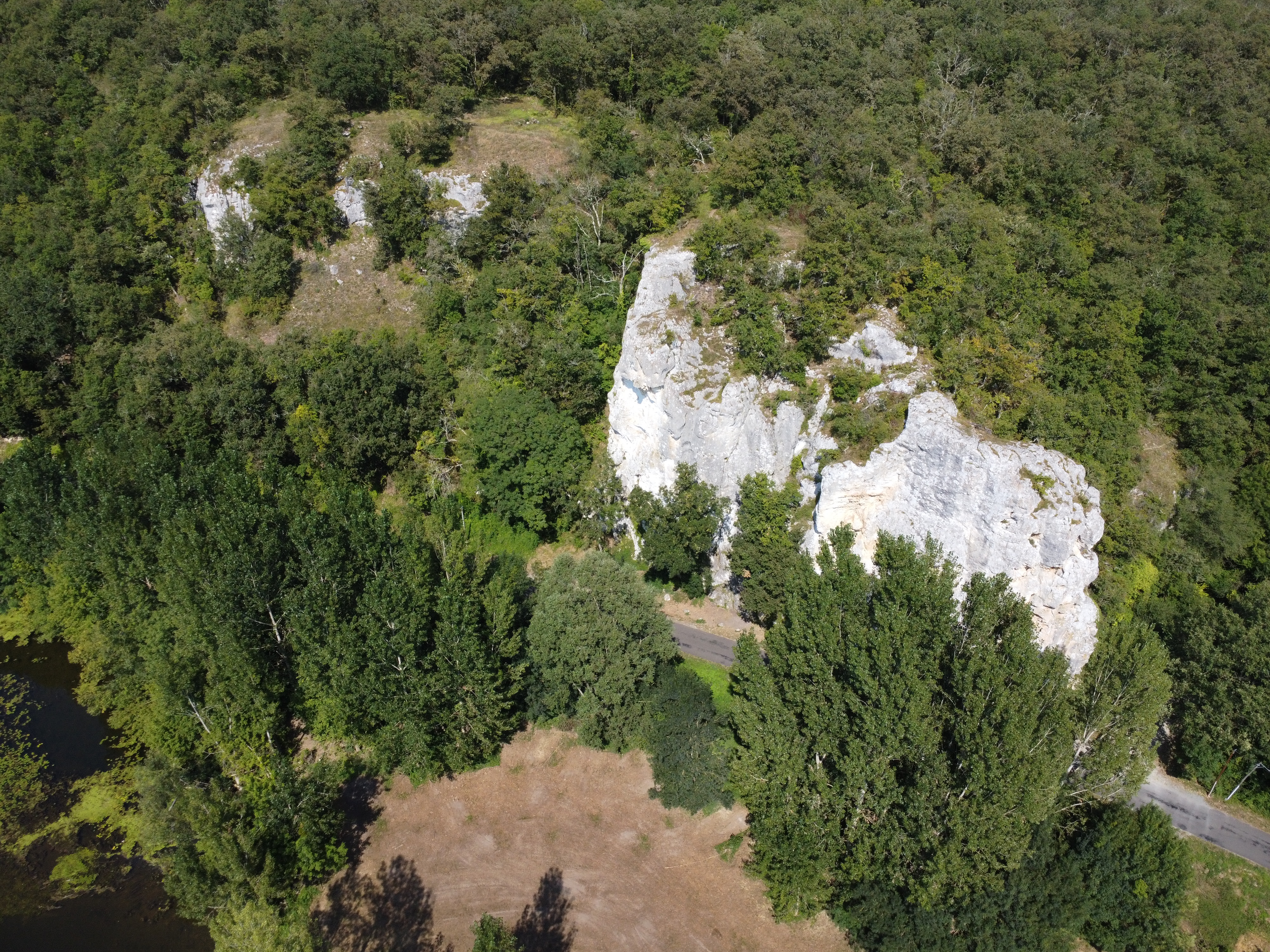
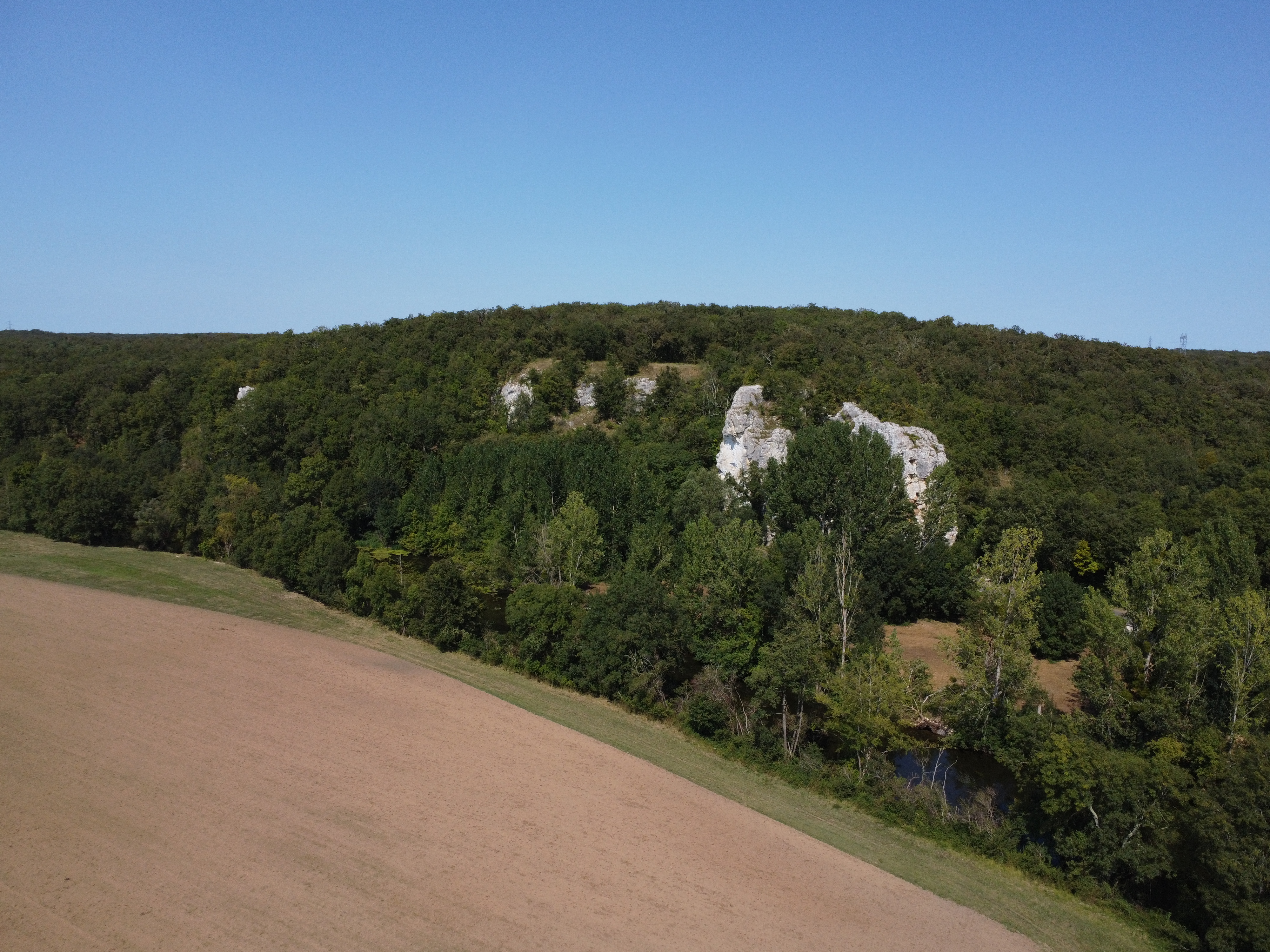
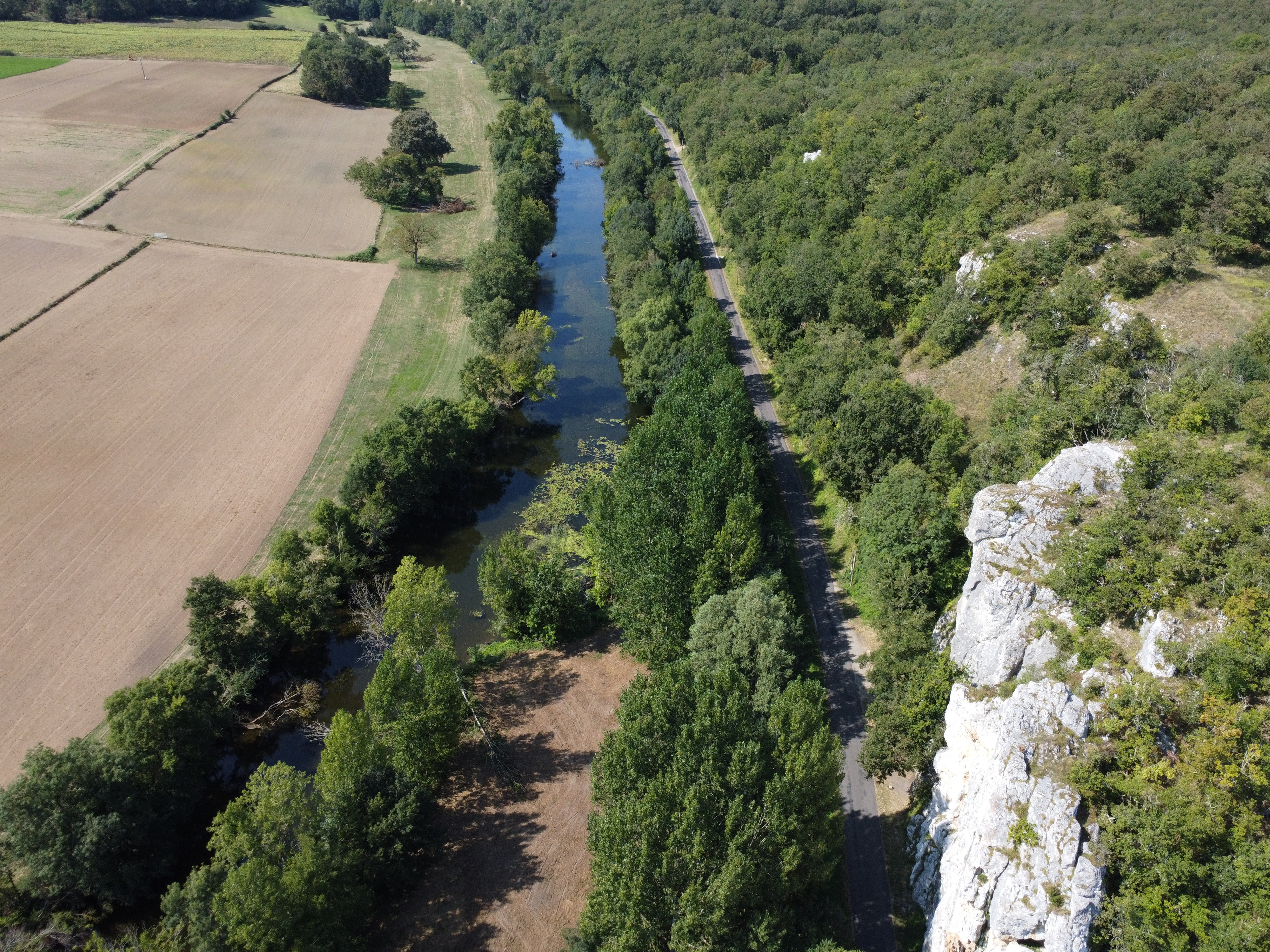

### Hydrographie
Le Blancois est irrigué par les cours d'eau suivants : Anglin, Creuse, Gartempe, Salleron et Suin.

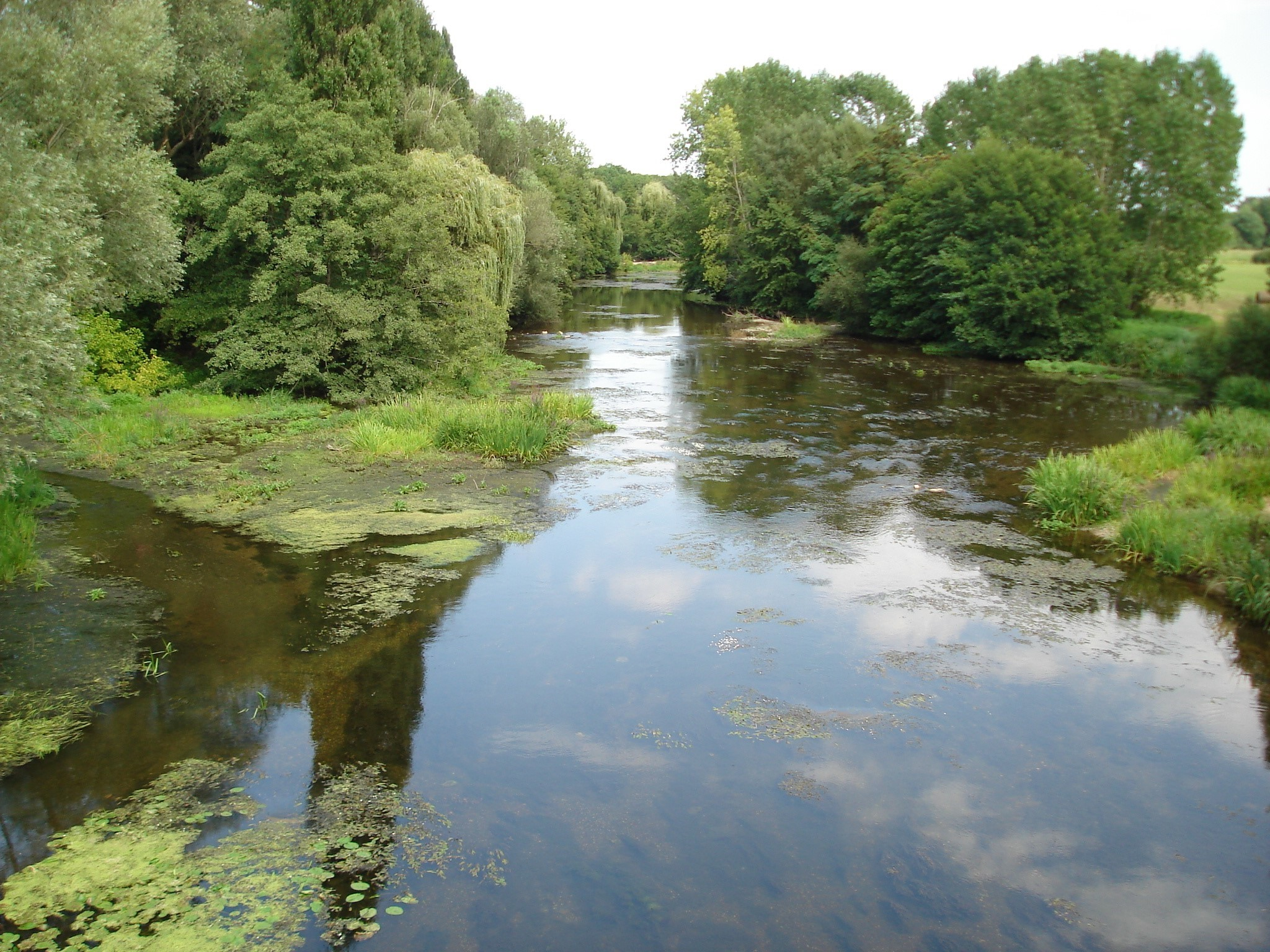
Anglin à Concremiers.
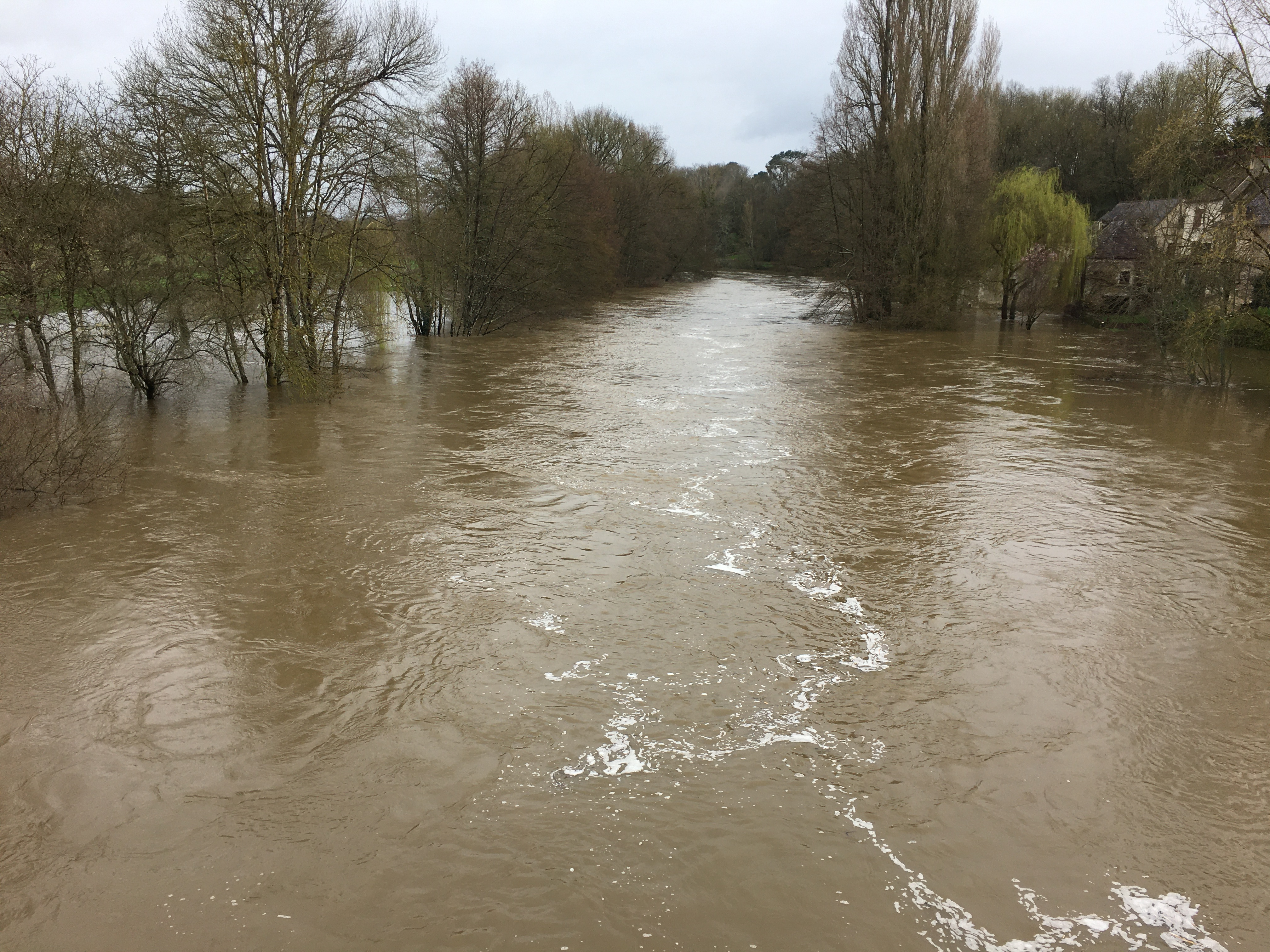
Anglin en crue à Mérigny.
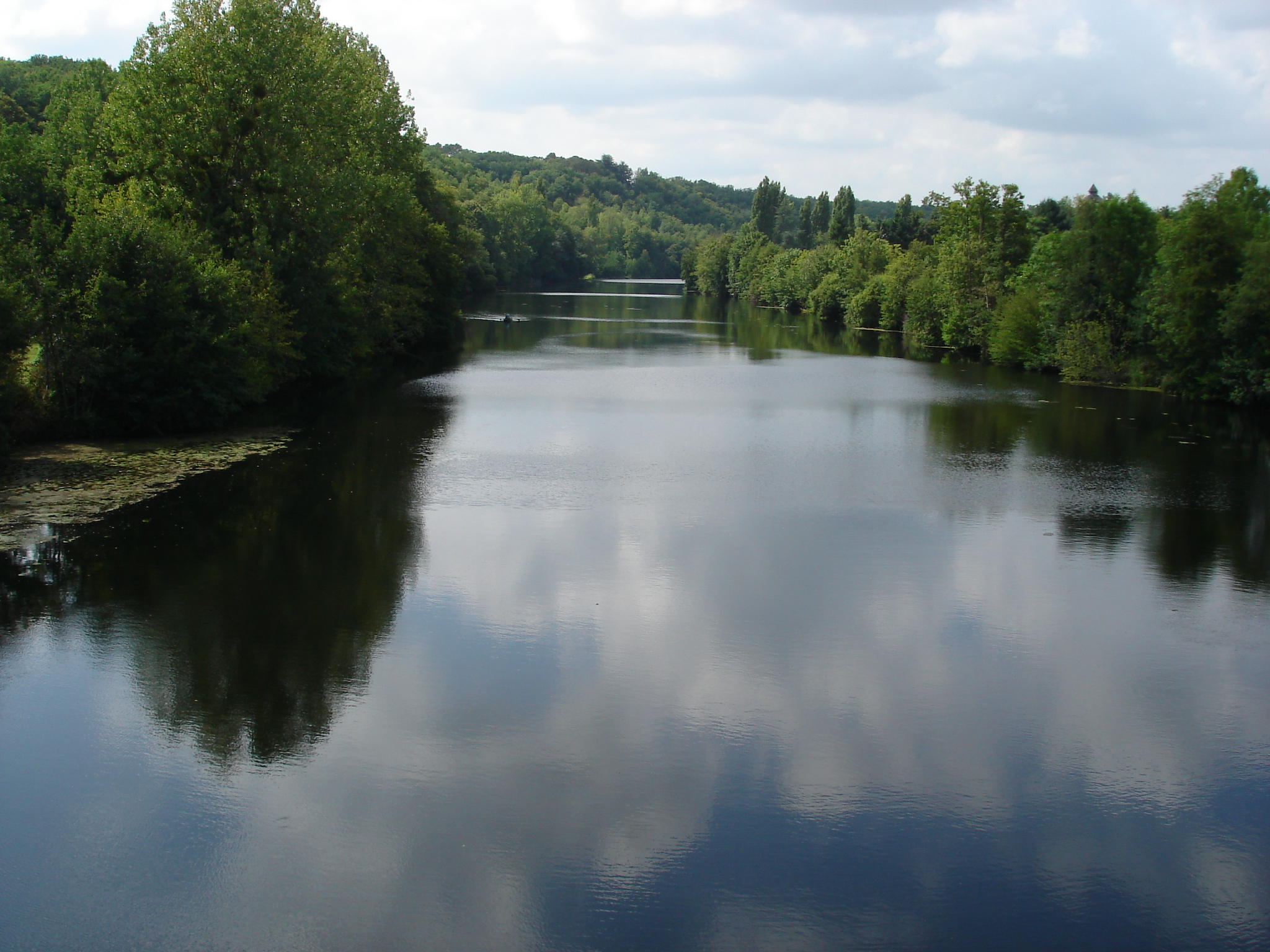
Creuse à Fontgombault.
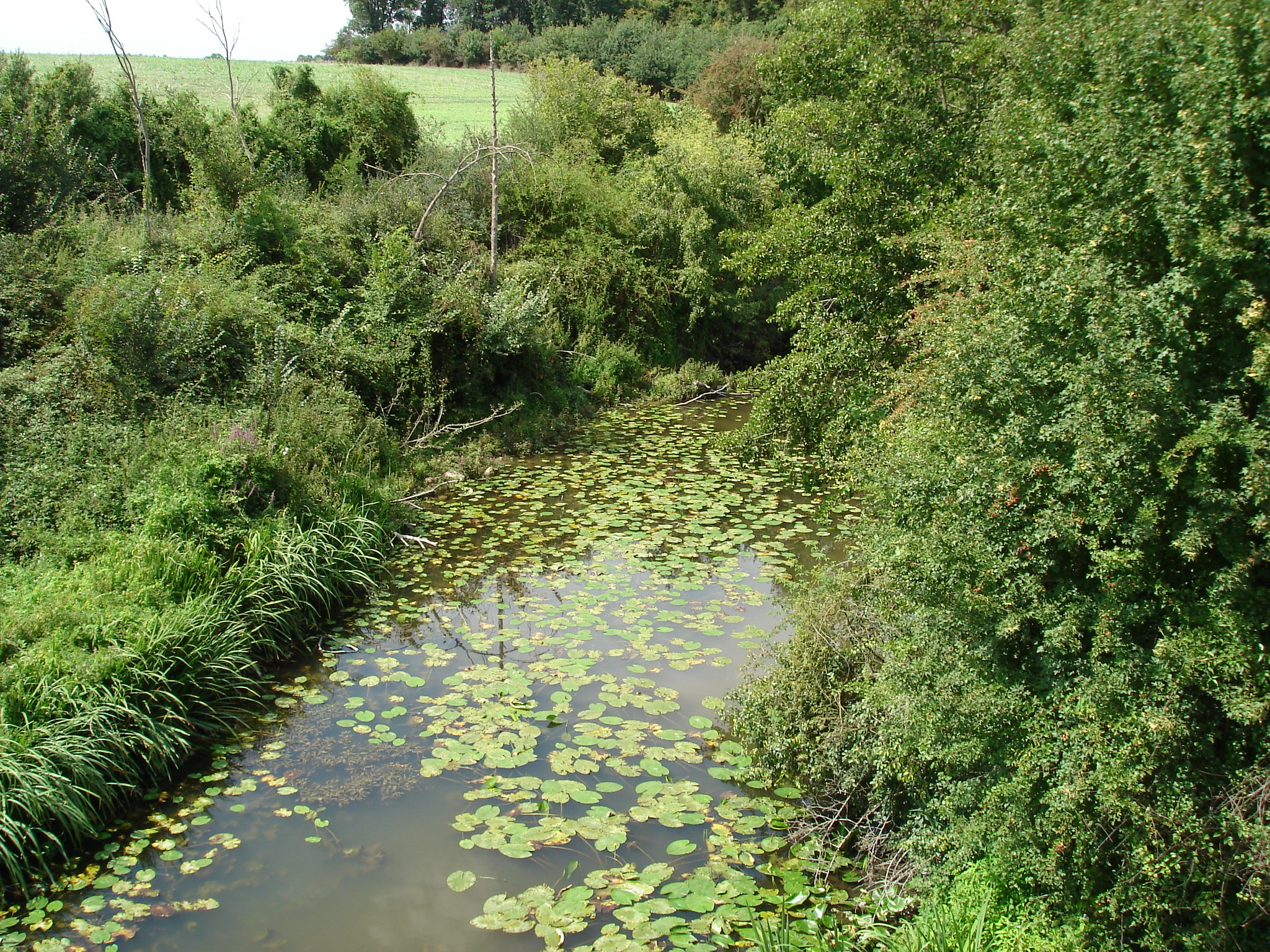
Salleron à Ingrandes.

### Régions naturelles voisines
| Gâtine de Loches | Boischaut Nord | Brenne           |
| Gâtine de Loches | Blancois       | Brenne           |
| Châtelleraudais  | Chauvinois     | Montmorillonnais |

### Milieu naturel

#### Flore
Il conserve une bonne proportion de bois et bosquets dont la densité croit près des rivières (Creuse, Suin et Anglin) et un réseau de haies à grandes mailles. L'ensemble est ponctué de nombreux arbres isolés.

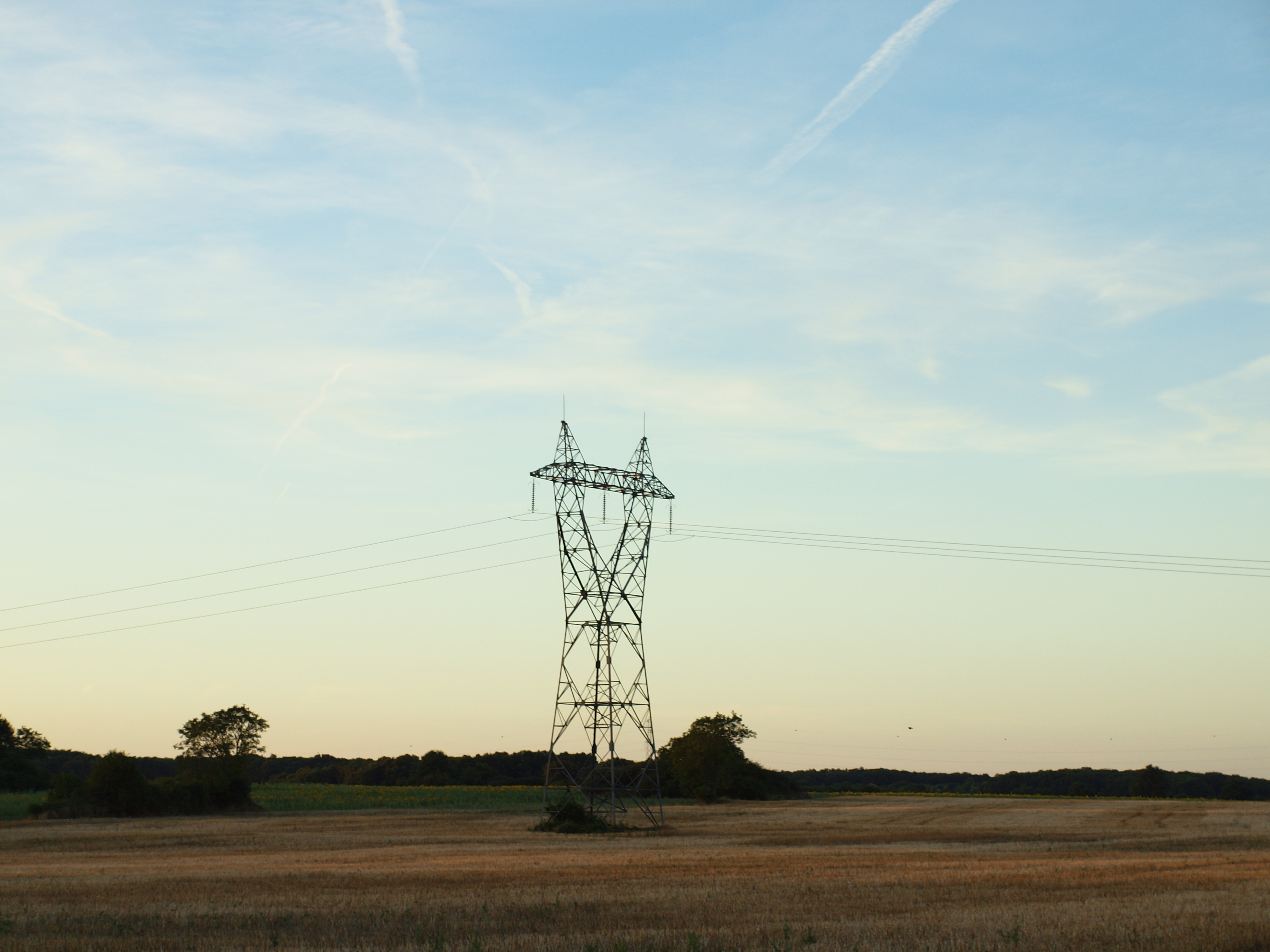
Bois à Concremiers.
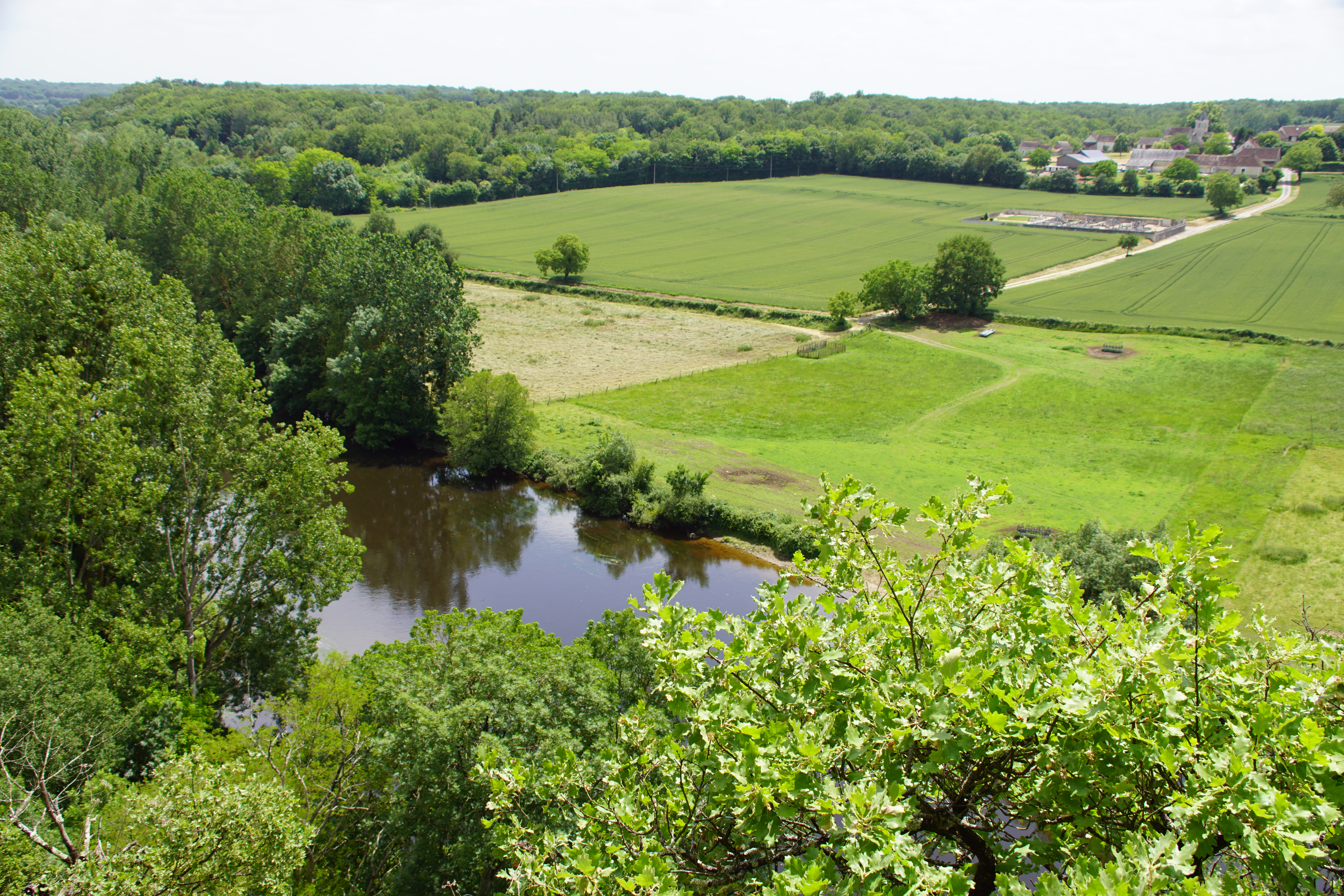
Forêt autour de Sauzelles.
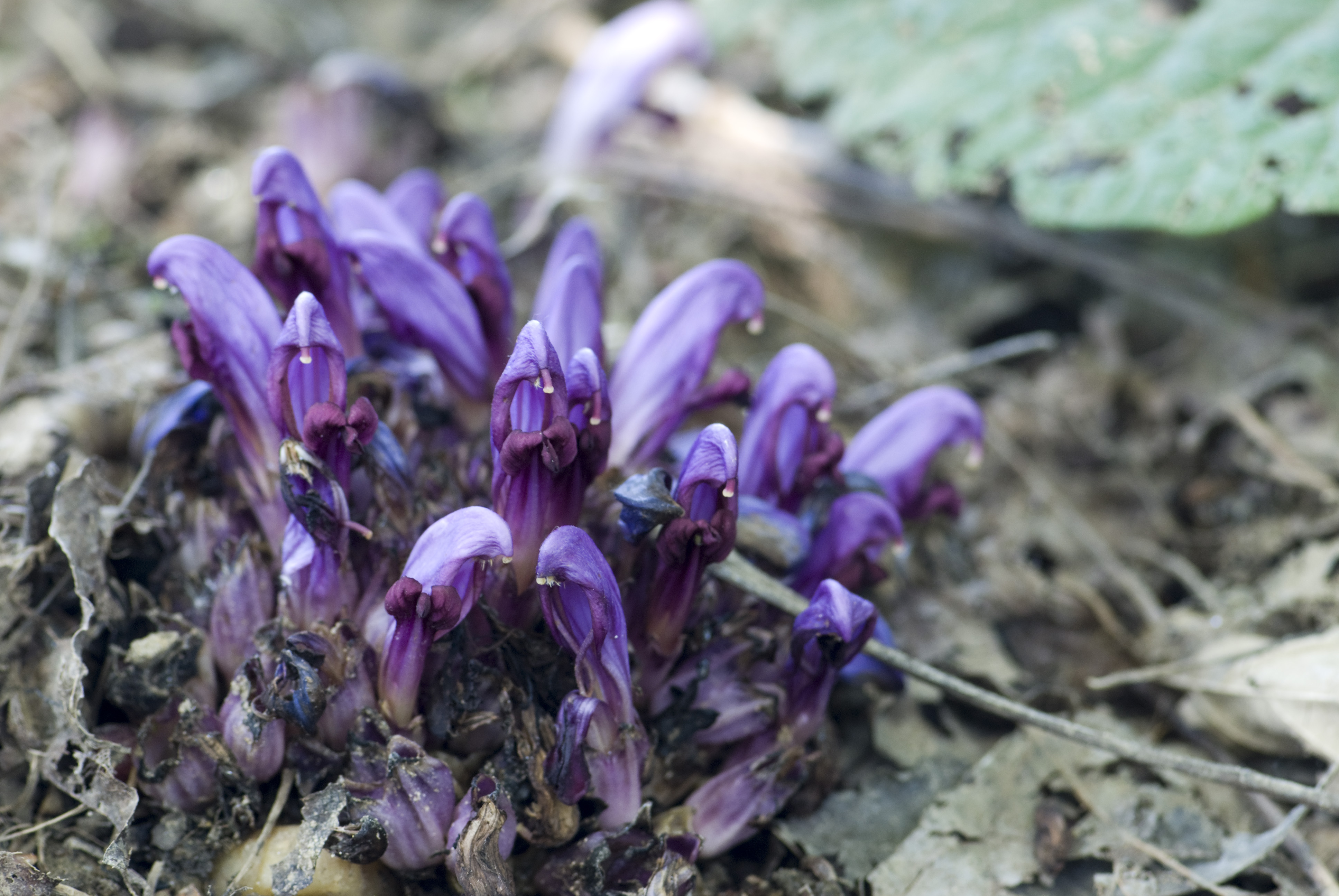
Lathrée clandestine à Néons-sur-Creuse.
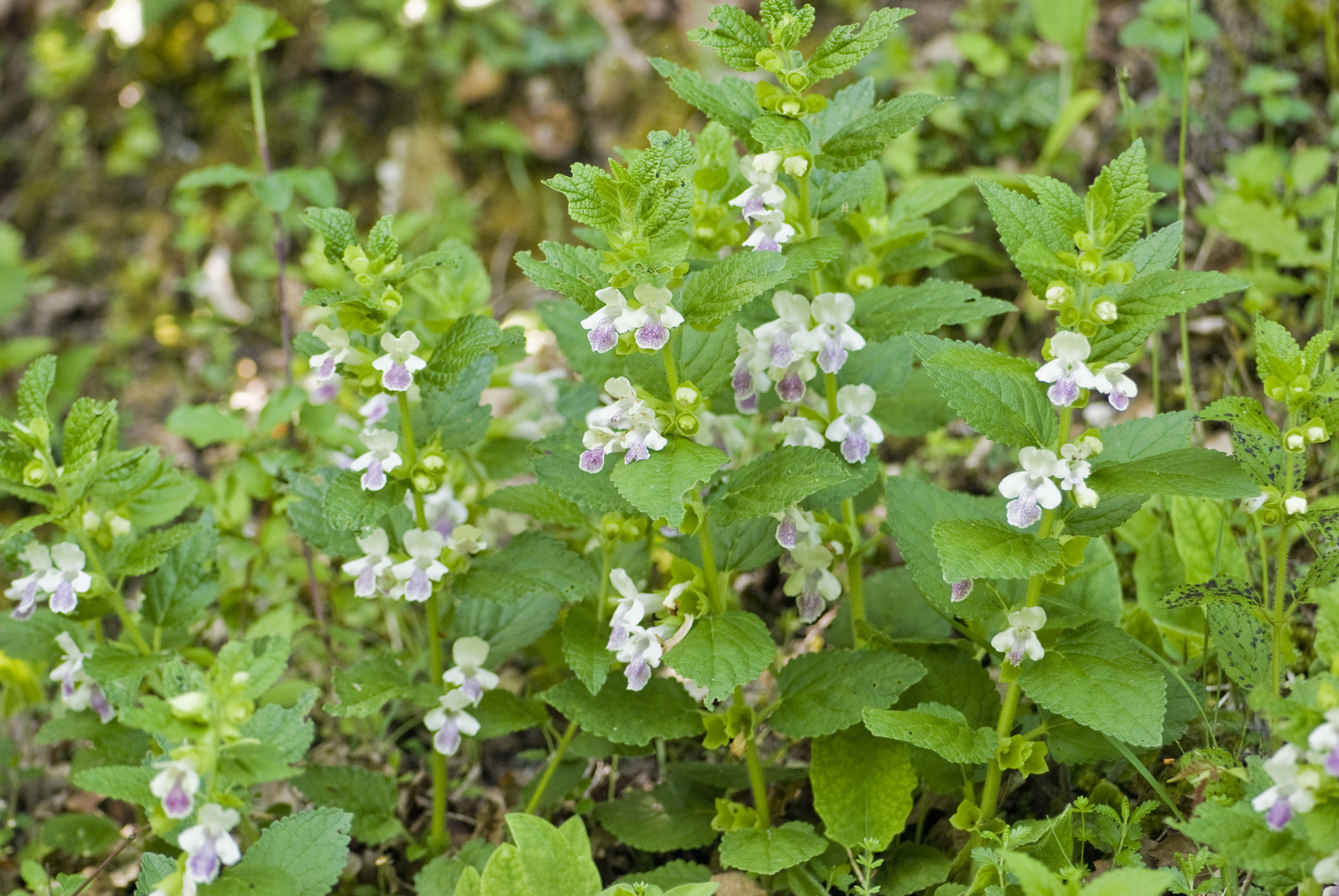
Mélitte à feuilles de mélisse.

#### Faune
- Renard
- Sanglier
- Chevreuil
- Cerf
- Biche
- Faisan
- Perdrix

Le castor d’Europe est présent sur les berges de la rivière Creuse entre les communes d'Argenton-sur-Creuse et de Tournon-Saint-Martin. Cela fait suite au passage en « espèce protégée » en 1968, puis à sa réintroduction par l'homme.

#### Réserves naturelles
Une réserve est présente dans le Blancois, elle s’appelle la réserve naturelle régionale du Bois des Roches.

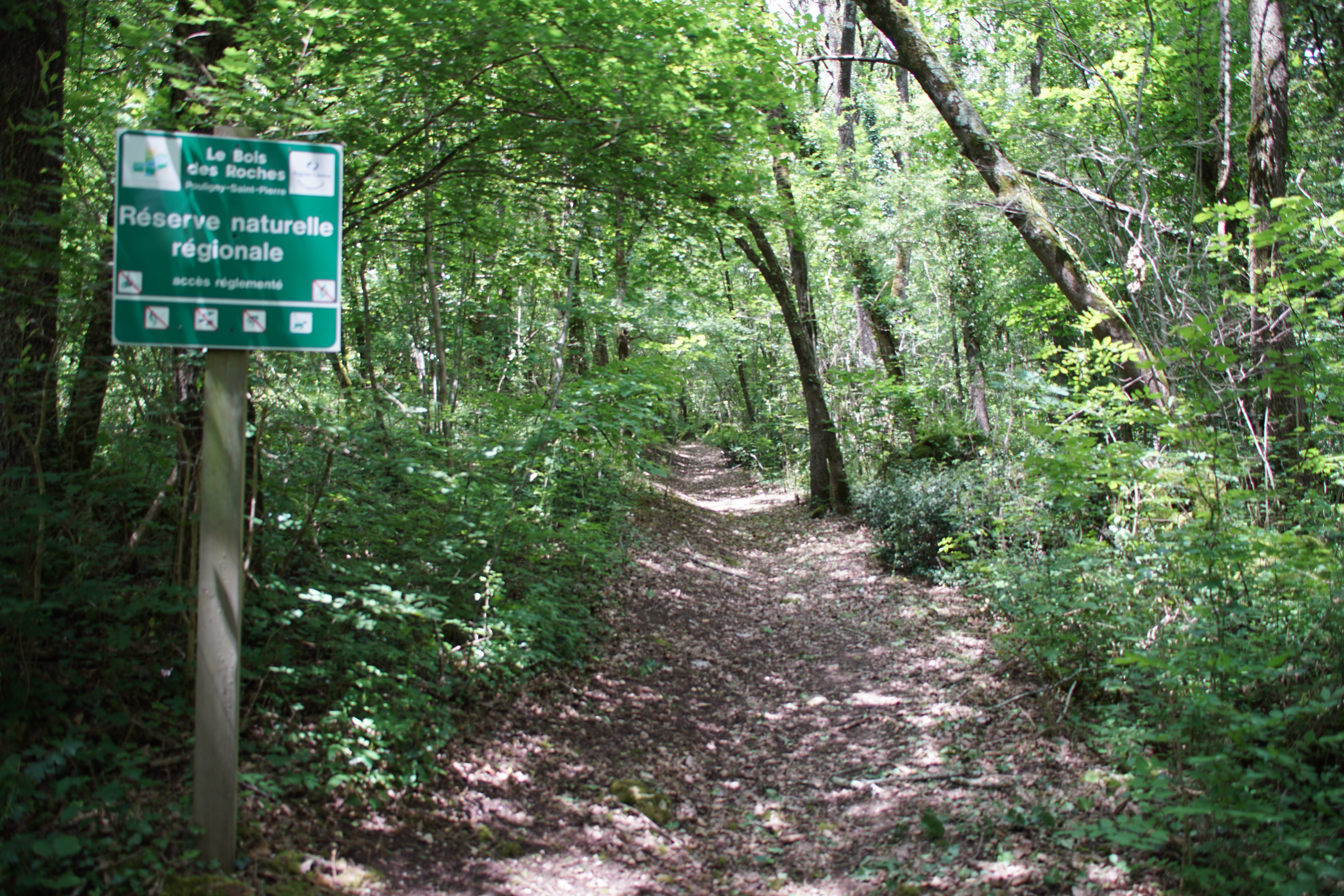
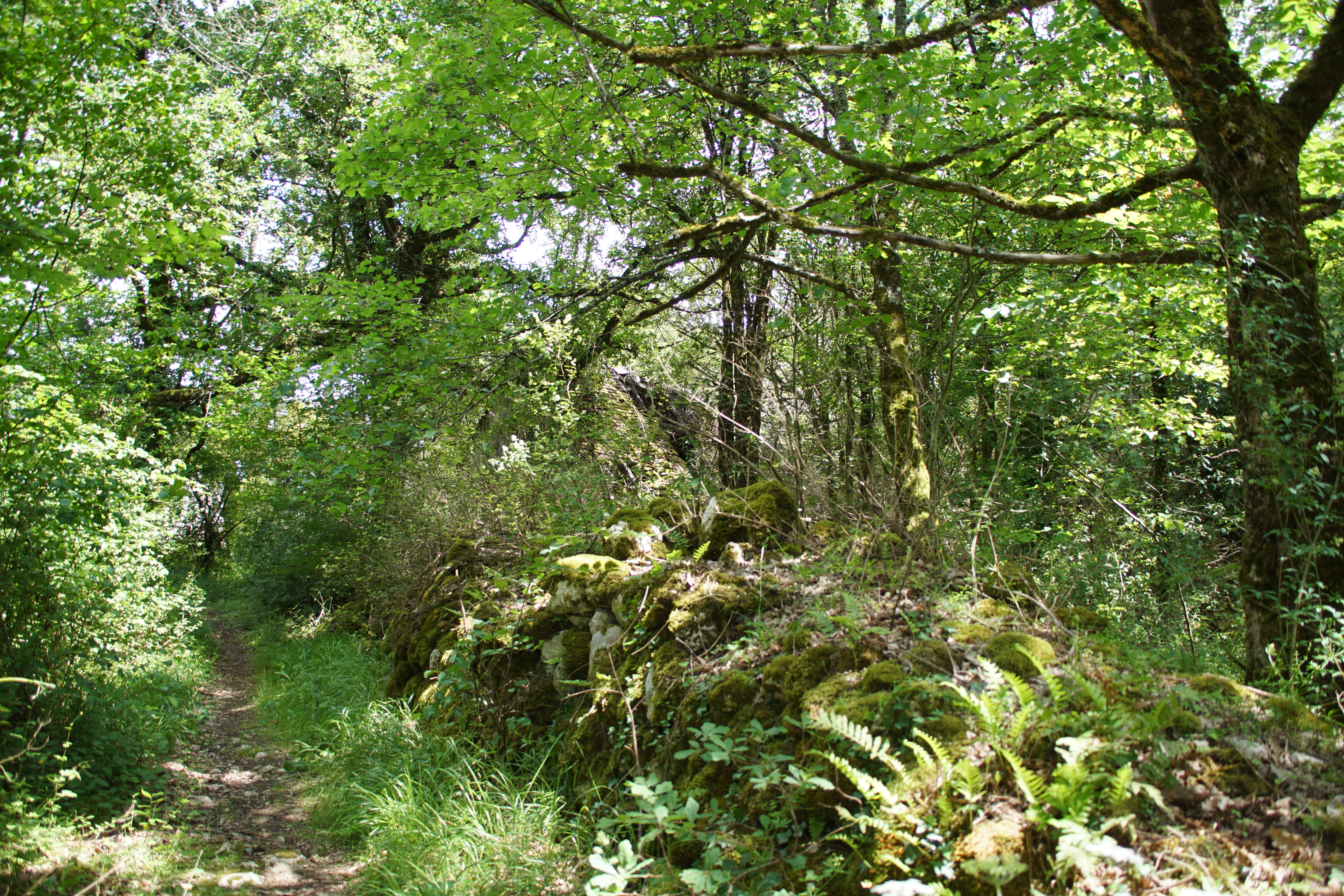

## Histoire
Au début du XIXe siècle, c’est sous l’influence de son voisin, le prospère Nivernais, que le Boischaut s’est transformé puis adapté à l’élevage des bovins, en favorisant l’implantation de bocages et de prairies riches et grasses.
La région est encore essentiellement rurale, tirant ses principales ressources de la polyculture, de l’élevage bovin, ovin et porcin et de la culture du tabac.

## Population

### Démographie
| 1793   | 1800   | 1806   | 1821   | 1831   | 1836   | 1841   | 1846   | 1851   |
| ------ | ------ | ------ | ------ | ------ | ------ | ------ | ------ | ------ |
| 14 751 | 13 591 | 11 293 | 13 037 | 13 695 | 14 200 | 14 117 | 15 399 | 16 348 |

| 1856   | 1861   | 1866   | 1872   | 1876   | 1881   | 1886   | 1891   | 1896   |
| ------ | ------ | ------ | ------ | ------ | ------ | ------ | ------ | ------ |
| 15 446 | 15 269 | 15 589 | 15 109 | 14 637 | 15 382 | 16 651 | 16 182 | 15 358 |

| 1901   | 1906   | 1911   | 1921   | 1926   | 1931   | 1936   | 1946   | 1954   |
| ------ | ------ | ------ | ------ | ------ | ------ | ------ | ------ | ------ |
| 15 090 | 14 901 | 14 821 | 12 905 | 12 981 | 12 761 | 13 053 | 13 794 | 13 135 |

| 1962   | 1968   | 1975   | 1982   | 1990   | 1999   | 2006   | 2011   | 2016   |
| ------ | ------ | ------ | ------ | ------ | ------ | ------ | ------ | ------ |
| 12 979 | 13 051 | 13 849 | 13 349 | 12 783 | 12 247 | 12 819 | 12 379 | 11 861 |

| 2021   | 2022   | - | - | - | - | - | - | - |
| ------ | ------ | - | - | - | - | - | - | - |
| 11 320 | 11 301 | - | - | - | - | - | - | - |

### Communes
Le Blancois compte 12 communes, avec une superficie de 277,87 km2.
| Nom                   | Code Insee | Intercommunalité          | Superficie (km2) | Population (dernière pop. légale) | Densité (hab./km2) |
| --------------------- | ---------- | ------------------------- | ---------------- | --------------------------------- | ------------------ |
| Le Blanc              | 36018      | CC Brenne - Val de Creuse | 57,61            | 6 188 (2022)                      | 107                |
| Concremiers           | 36058      | CC Brenne - Val de Creuse | 28,11            | 595 (2022)                        | 21                 |
| Fontgombault          | 36076      | CC Brenne - Val de Creuse | 10,58            | 262 (2022)                        | 25                 |
| Ingrandes             | 36087      | CC Brenne - Val de Creuse | 11,12            | 299 (2022)                        | 27                 |
| Lurais                | 36104      | CC Brenne - Val de Creuse | 13,61            | 227 (2022)                        | 17                 |
| Mérigny               | 36119      | CC Brenne - Val de Creuse | 31,77            | 544 (2022)                        | 17                 |
| Néons-sur-Creuse      | 36137      | CC Brenne - Val de Creuse | 19,85            | 355 (2022)                        | 18                 |
| Pouligny-Saint-Pierre | 36165      | CC Brenne - Val de Creuse | 47,45            | 1 032 (2022)                      | 22                 |
| Preuilly-la-Ville     | 36167      | CC Brenne - Val de Creuse | 4,23             | 151 (2022)                        | 36                 |
| Saint-Aigny           | 36178      | CC Brenne - Val de Creuse | 14,86            | 272 (2022)                        | 18                 |
| Sauzelles             | 36213      | CC Brenne - Val de Creuse | 12,86            | 256 (2022)                        | 20                 |
| Tournon-Saint-Martin  | 36224      | CC Brenne - Val de Creuse | 25,82            | 1 120 (2022)                      | 43                 |

## Culture

### Agriculture
Les cultures de céréales, comme le blé, l'avoine, le maïs, l'orge, le colza et le tournesol se sont développées en Boischaut Nord.

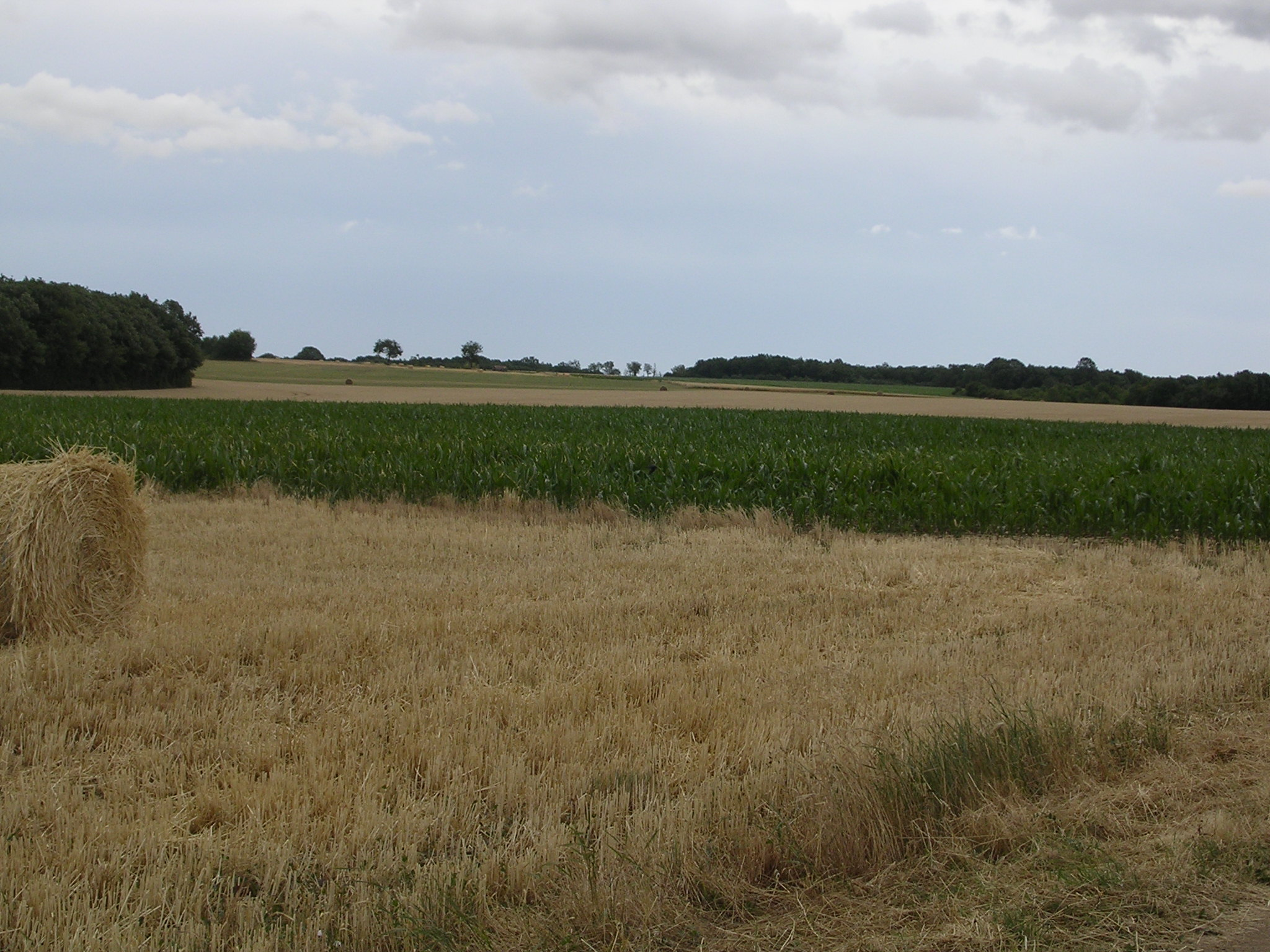
Cultures à proximité de Mérigny.

On y trouve de l'élevage bovin, ovin et caprin. Les fromages d'appellation d'origine contrôlée : pouligny-saint-pierre ; le sainte-maure de touraine y sont produits.

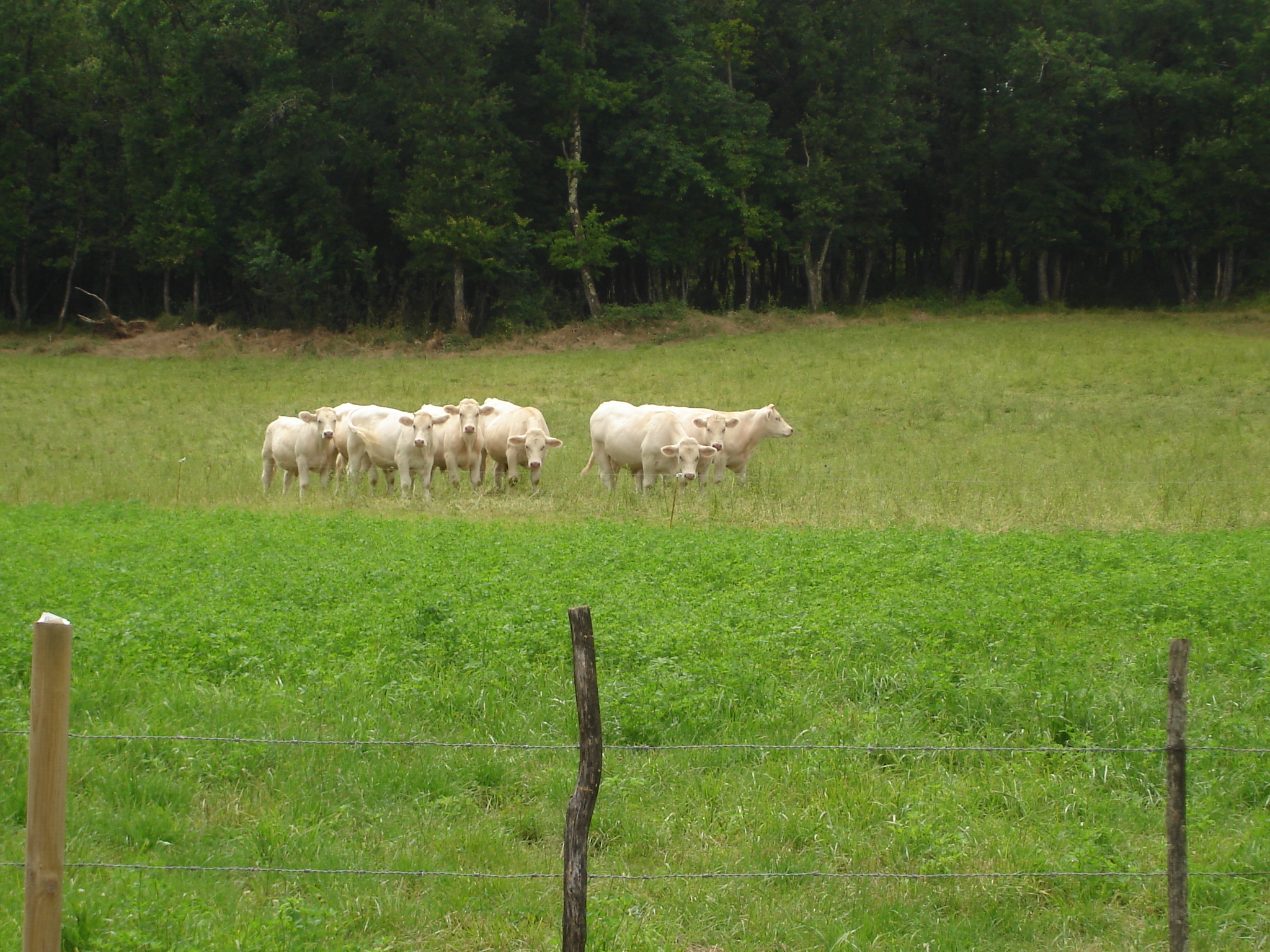
Vaches de race charolaise.
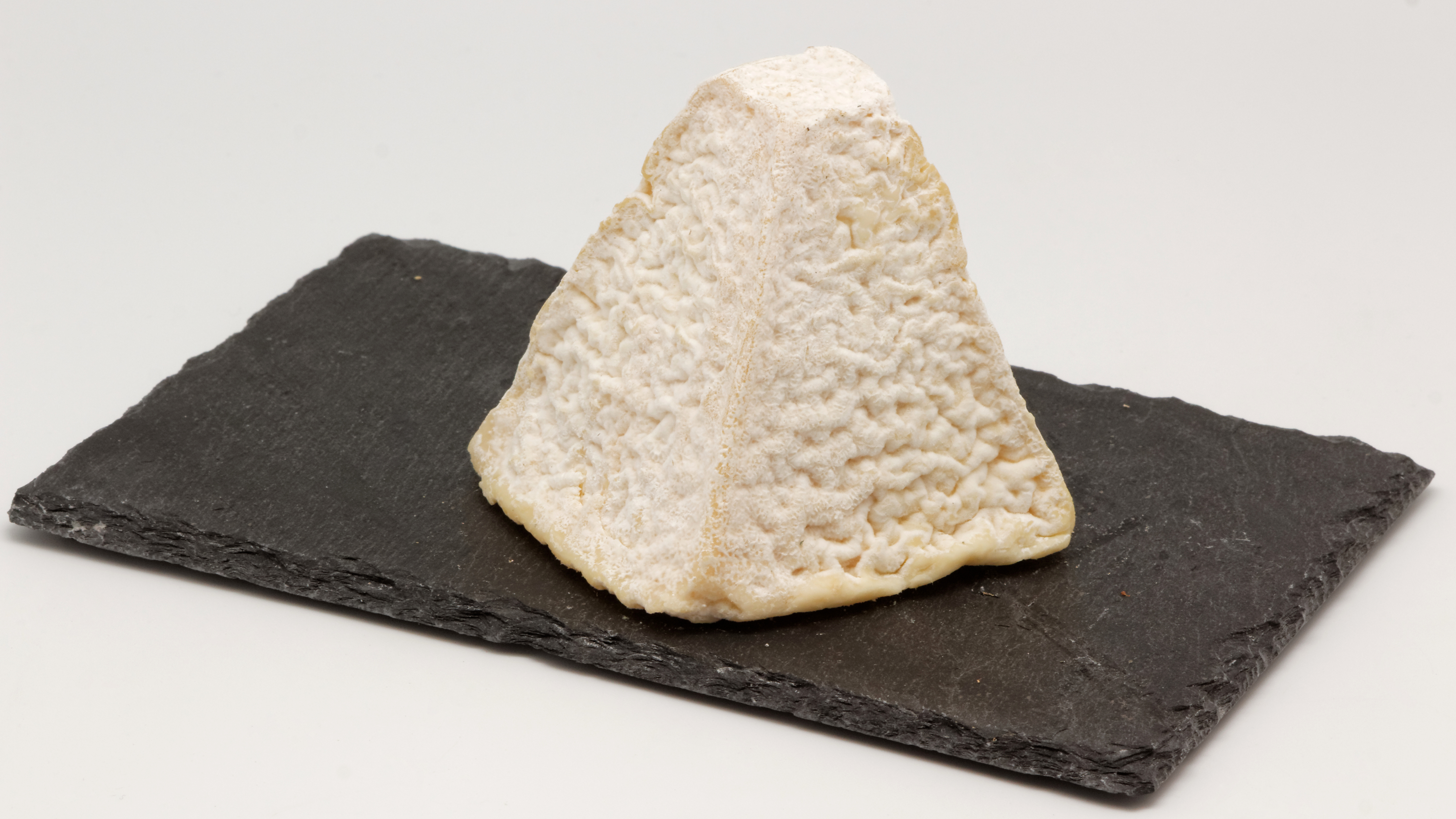
Pouligny-saint-pierre.
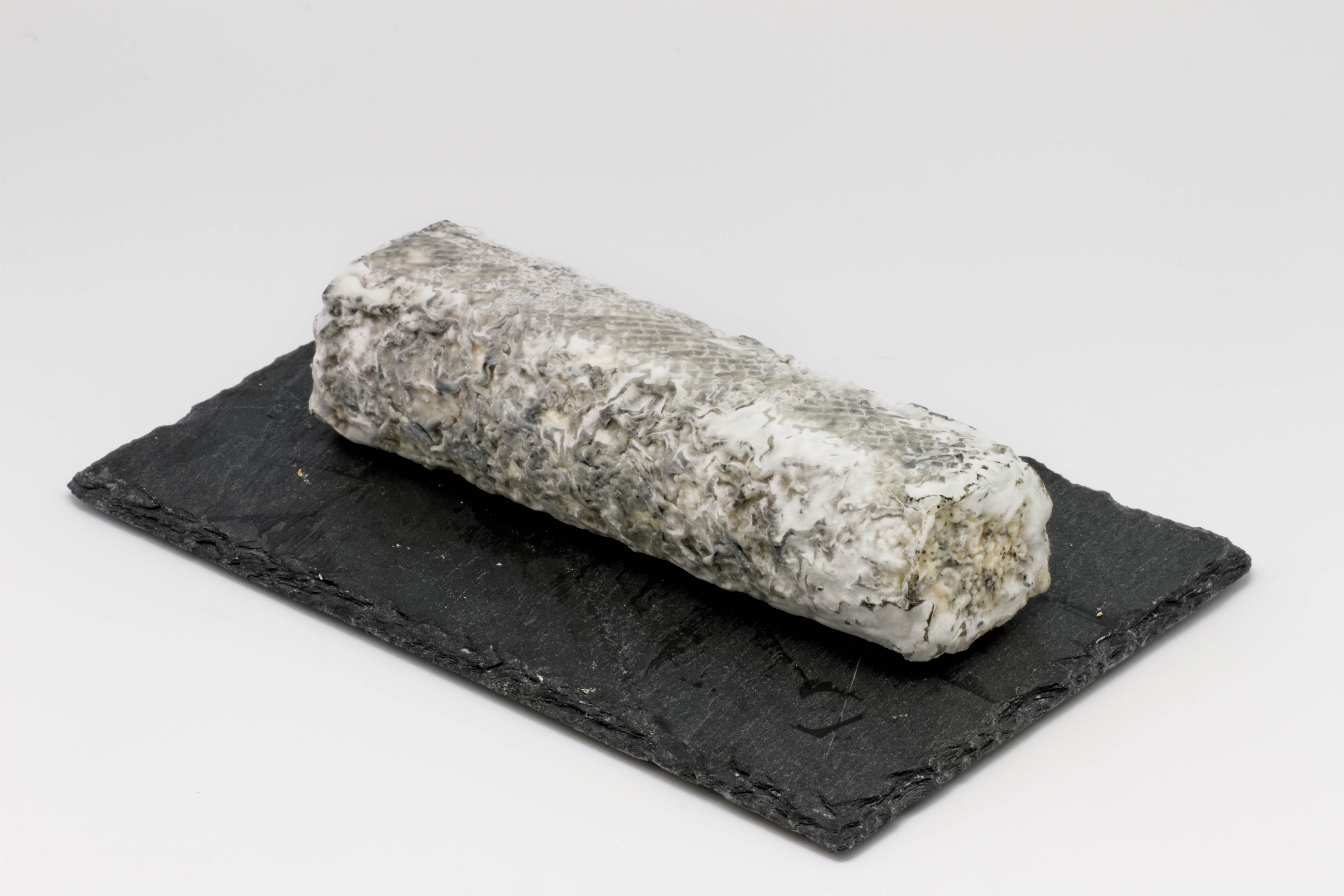
Sainte-maure-de-touraine.

### Tourisme
- Hôtels particuliers du Blanc
- Abbaye Notre-Dame de Fontgombault
- Sentier de grande randonnée de pays de la Brenne
- Voie verte des Vallées
- Rocher de la Dube